# Jerome Forrest
Pour les articles homonymes, voir Forrest.
Jerome Forrest, né le 30 avril 1994, est un coureur cycliste jamaïcain. Il représente régulièrement son pays lors de grands événements internationaux.

## Biographie
En 2023, il se distingue en devenant champion de Jamaïque sur route, à Ocho Rios. Il participe également aux championnats panaméricains organisés au Panama.

## Palmarès sur route
- 2021
  - 3e du championnat de Jamaïque sur route
- 2023
  -  Champion de Jamaïque sur route

## Palmarès sur piste

### Championnats de la Caraïbe
- Couva 2022
  -  Médaillé de bronze de l'américaine (avec Andrew Ramsay)

### Championnats nationaux
- 2022
  -  Champion de Jamaïque de vitesse par équipes (avec Malik Reid et Zoe Boyd)
  -  Champion de Jamaïque du scratch
  - 2e du championnat de Jamaïque du keirin
  - 3e du championnat de Jamaïque de vitesse
- 2023
  - 2e du championnat de Jamaïque du scratch
  - 3e du championnat de Jamaïque de l'élimination
  - 3e du championnat de Jamaïque de l'omnium
  - 3e du championnat de Jamaïque de vitesse par équipes